# 奧運曲棍球中心
倫敦奧運曲棍球中心，它興建於英國倫敦哈克尼倫敦自治市的奧林匹克公園中，它總共有兩個場地，一個主場地容納15000人，副場地能容納5000人，2012年夏季奧林匹克運動會曲棍球比賽將在此場館舉行，另外2012年夏季帕運會的五人制足球和七人制足球項目的比賽也將在此場館舉行。本場館在奧運會後將縮減到剩5000個座位和一個練習場地，然後遷移到Eton Manor。